# Mangora acoripa
Mangora acoripa es una especie de Arachnida del género Mangora, de la familia Araneidae, del orden Araneae.

## Distribución
Mangora acoripa se distribuye por Brasil.

## Taxonomía
Fue descrita científicamente por Levi en el 2007. Fue publicado por primera vez en Levi, H. W. (2007). The orb weaver genus Mangora in South America (Araneae, Araneidae). Bulletin of the Museum of Comparative Zoology 159: 1-144.